# Винниківський протопресвітеріат (деканат) УГКЦ
Винниківський протопресверіат (деканат) — входить до складу Львівської архиєпархії УГКЦ. Центр — місто Винники Львівської міської ради. Включає в себе церкви УГКЦ розташовані у місті Винники та частині сіл Пустомитівського району Львівської області. Станом на вересень 2011 року нараховував 21 церкву та 4 каплиці..
Храми Винниківського деканату:
- Церква Святої Трійці (Борщовичі)
- Собор Пресвятої Богородиці (Сухоріччя)
- Церква Покрови Пресвятої Богородиці (Верхня Білка)
- Церква Пресвятої Трійці (Тарасівка)
- Церква Воскресіння Господа нашого Ісуса Христа (Винники)
- Церква Різдва святого Івана Хрестителя (Винники)
- Церква святого великомученика Дмитрія(Виннички)
- Церква Покрови Пресвятої Богородиці(Підгірне)
- Церква святого Миколая(Чишки)
- Церква Святого Миколая(Гамаліївка)
- Церква Зіслання Святого Духа (Журавники)
- Церква святого Миколая(Чорнушовичі)
- Церква Пресвятої Богородиці (Пикуловичі)
- Церква Усікновення Голови Святого Івана Хрестителя (Кам’янопіль)
- Церква Святої Великомучениці Параскевії П’ятниці (Лисиничі)
- Церква Різдва Пресвятої Богородиці (Миклашів)
- Церква Пресвятої Богородиці (Нижня Білка)
- Церква Введення в Храм Пресвятої Богородиці(Муроване)
- Церква Святого Миколая(Підбірці)
- Церква Богоявлення ГНІХ (Сороки Львівські)
- Церква Покрови Пресвятої Богородиці(Ямпіль)

Також на території Винниківського протопресверіату знаходяться такі каплиці: 
- Каплиця Громова (Верхня Білка)
- Каплиця Успення Пресвятої Богородиці(Верхня Білка)
- Каплиця Серця Христового(Чишки)
- Каплиця Покрови Пресвятої Богородиці(Ямпіль)